# Reach the Sky
Reach the Sky — американський панк-рок та хардкор гурт з Бостону. Гурт засновано у 1997 році.
Гурт був заснований в 1997 році, і вони встигли випустити два EP в 1999 році; та їх дебютний повноформатний альбом, So Far From Home на Victory Records. У 2002 році їх дебютний EP перевиданий з бонус-треками. Вони розпалися у 2003 році. У 2009 році, вони знов почали існувати з дещо іншим складом: Ян, Стю, Боб і Зак Йорданії Бейн.

## Склад гурту
- Кріс Часс — гітара. Учасник гурту Rise Against (2004—2006)
- Брендан «Stuuuuu» Магуайр — бас гітара,
- Боб Махоні — барабани
- Ян Ларрабі — вокал
- Ден Таммик — бас

## Дискографія
- Open Roads and Broken Dreams EP (East Coast Empire, 1999)
- Everybody's Hero EP (Victory Records, 1999)
- So Far From Home (Victory, 1999)
- Split 7" with Buried Alive (Indecision Records, 2000)
- Friends, Lies, and the End of the World (Victory, 2001)
- Open Roads and Broken Dreams EP, reissue with bonus tracks (Deathwish Inc., 2002)
- Transient Hearts EP (Victory, 2002)